# 2299 Hanko
2299 Hanko eller 1941 SZ är en asteroid i huvudbältet som upptäcktes den 25 september 1941 av den finske astronomen Yrjö Väisälä vid Storheikkilä observatorium. Den är uppkallad efter den finska staden Hangö.
Asteroiden har en diameter på ungefär 6 kilometer och den tillhör asteroidgruppen Astraea.